# Anett Schuck
Anett Schuck (Leipzig, RDA, 11 de abril de 1970) es una deportista alemana que compitió en piragüismo en las modalidades de aguas tranquilas y maratón.

## Palmarés internacional

### Piragüismo en aguas tranquilas
Participó en dos Juegos Olímpicos de Verano en los años 1996 y 2000, obteniendo dos medallas, oro en Atlanta 1996 y oro en Sídney 2000. Ganó dieciocho medallas en el Campeonato Mundial de Piragüismo entre los años 1993 y 2002, y tres medallas en el Campeonato Europeo de Piragüismo en los años 2000 y 2001.
| Juegos Olímpicos   | Juegos Olímpicos          | Juegos Olímpicos  | Juegos Olímpicos |
| Año                | Lugar                     | Medalla           | Evento           |
| ------------------ | ------------------------- | ----------------- | ---------------- |
| 1996               | Atlanta (Estados Unidos)  | Medalla de oro    | K4 500 m         |
| 2000               | Sídney (Australia)        | Medalla de oro    | K4 500 m         |
| Campeonato Mundial |                           |                   |                  |
| Año                | Lugar                     | Medalla           | Evento           |
| 1993               | Copenhague (Dinamarca)    | Medalla de bronce | K2 500 m         |
| 1993               | Copenhague (Dinamarca)    | Medalla de oro    | K2 5000 m        |
| 1993               | Copenhague (Dinamarca)    | Medalla de oro    | K4 500 m         |
| 1994               | Ciudad de México (México) | Medalla de plata  | K2 500 m         |
| 1994               | Ciudad de México (México) | Medalla de oro    | K4 500 m         |
| 1995               | Duisburgo (Alemania)      | Medalla de oro    | K2 500 m         |
| 1995               | Duisburgo (Alemania)      | Medalla de plata  | K4 200 m         |
| 1995               | Duisburgo (Alemania)      | Medalla de oro    | K4 500 m         |
| 1997               | Dartmouth (Canadá)        | Medalla de oro    | K2 200 m         |
| 1997               | Dartmouth (Canadá)        | Medalla de oro    | K2 500 m         |
| 1997               | Dartmouth (Canadá)        | Medalla de oro    | K4 200 m         |
| 1997               | Dartmouth (Canadá)        | Medalla de oro    | K4 500 m         |
| 1998               | Szeged (Hungría)          | Medalla de plata  | K2 500 m         |
| 1998               | Szeged (Hungría)          | Medalla de oro    | K4 500 m         |
| 1999               | Milán (Italia)            | Medalla de plata  | K4 500 m         |
| 2001               | Poznań (Polonia)          | Medalla de plata  | K4 500 m         |
| 2002               | Sevilla (España)          | Medalla de bronce | K4 200 m         |
| 2002               | Sevilla (España)          | Medalla de plata  | K4 500 m         |
| Campeonato Europeo |                           |                   |                  |
| Año                | Lugar                     | Medalla           | Evento           |
| 2000               | Poznań (Polonia)          | Medalla de plata  | K4 200 m         |
| 2000               | Poznań (Polonia)          | Medalla de oro    | K4 500 m         |
| 2001               | Milán (Italia)            | Medalla de plata  | K4 500 m         |

### Piragüismo en maratón
En la modalidad de maratón, obtuvo cuatro medallas en el Campeonato Mundial de Piragüismo en Maratón entre los años 1992 y 2002.
| Campeonato Mundial | Campeonato Mundial          | Campeonato Mundial | Campeonato Mundial |
| Año                | Lugar                       | Medalla            | Evento             |
| ------------------ | --------------------------- | ------------------ | ------------------ |
| 1992               | Brisbane (Australia)        | Medalla de oro     | K2                 |
| 1996               | Vaxholm (Suecia)            | Medalla de plata   | K2                 |
| 1998               | Ciudad del Cabo (Sudáfrica) | Medalla de plata   | K2                 |
| 2002               | Zamora (España)             | Medalla de plata   | K2                 |